# پیثون
پیثون (به یونانی :Πείθων یا Πίθων؛ ۳۵۵–۳۱۴ پیش از میلاد) پسر کراتوس، نجیب‌زادهٔ ائوردانیا در غرب مقدونیه، یکی از محافظان اسکندر مقدونی و آخرین ساتراپ ماد است.